# Carl Prohaska
Carl Prohaska (Mödling, 25 aprile 1869 – Vienna, 27 marzo 1927) è stato un compositore, pedagogo e direttore d'orchestra austriaco.

## Biografia

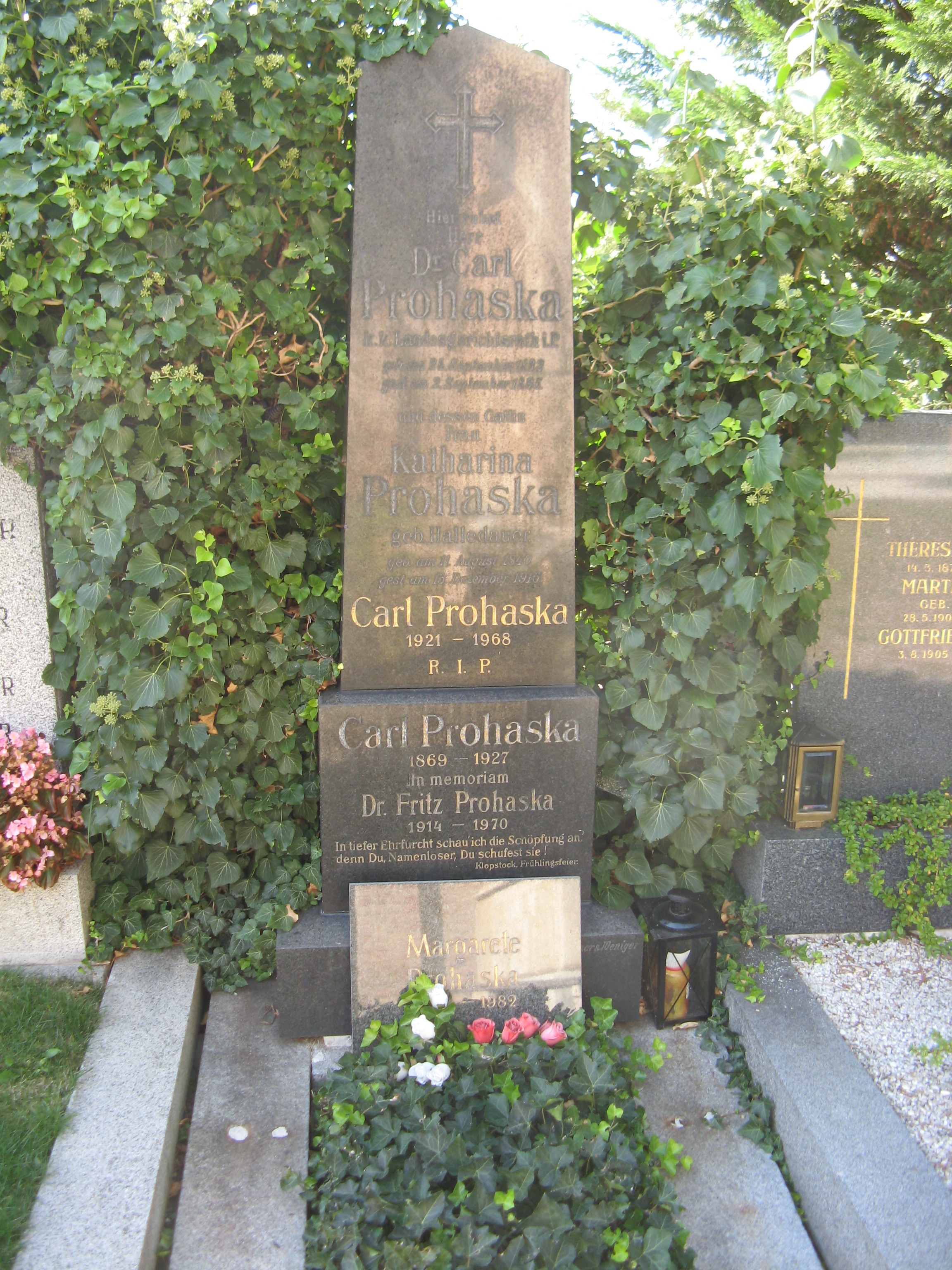
La tomba di Carl Prohaska nel Pötzleinsdorfer Friedhof

Studiò pianoforte con Eugen d'Albert e composizione con Eusebius Mandyczewski e Heinrich von Herzogenberg e fu amico di Johannes Brahms. Prohaska insegnò al Conservatorio di Strasburgo dal 1894 al 1895 e diresse l'Orchestra Filarmonica di Varsavia dal 1901 al 1905. Nel 1908 divenne professore al Conservatorio della Società Filarmonica di Vienna.
Ha trovato la sua ultima dimora nel Pötzleinsdorfer Friedhof (gruppo D, fila 42, numero 308) a Vienna. 
Nel 1959 la Carl-Prohaska-Platz a Favoriten, quartiere di Vienna, prese il suo nome.
Carl Prohaska è padre del musicista Felix Prohaska (1912-1987) e bisnonno dei cantanti lirici Anna Prohaska e Daniel Prohaska.

## Opere

### Lirica
- Madeleine Guimard (1930).

### Opere corali
- Oratorio Spring Celebration (1913); Dal libro di Giobbe; Messa a vita, Il nemico, fanteria e altre opere corali.

### Sinfonie
- Cambiamenti nel tema di Devin du village, introduzione sinfonica a Il quarto comandamento di Ludwig Anzengruber, Symphonie Phantasie e Fugue Rousseau per orchestra.